# Brudna wojna

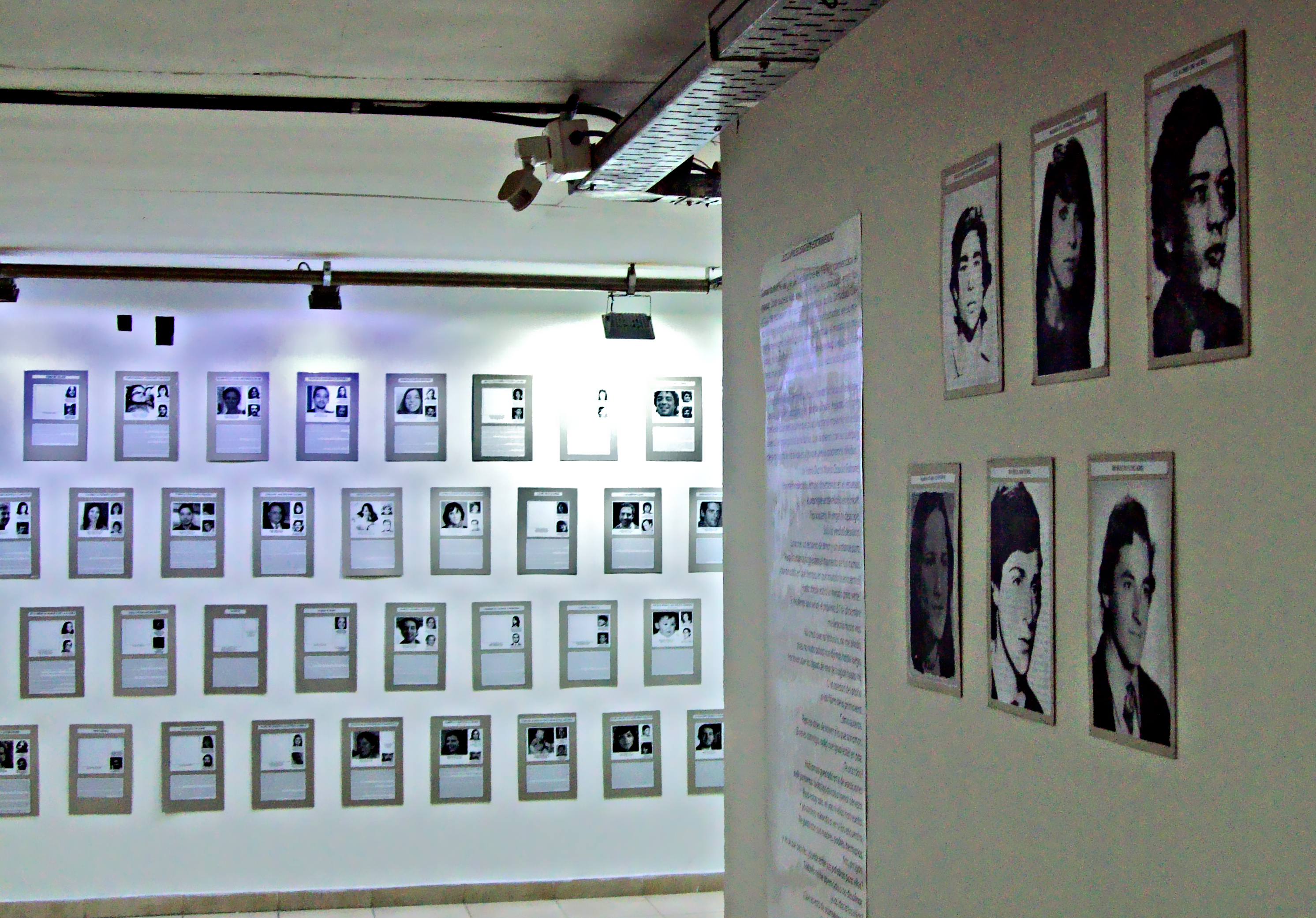
Zdjęcia ofiar dyktatury

Brudna wojna (hiszp. Guerra sucia) – okres terroru rządowego w Argentynie w latach 1976–1982.
Sama junta wojskowa eufemistycznie określała swe rządy jako Proces Reorganizacji Narodowej (hiszp. Proceso de Reorganización Nacional, ang. Process of National Reorganization), w języku hiszpańskim znane są także jako El Proceso (Proces).

## Przebieg

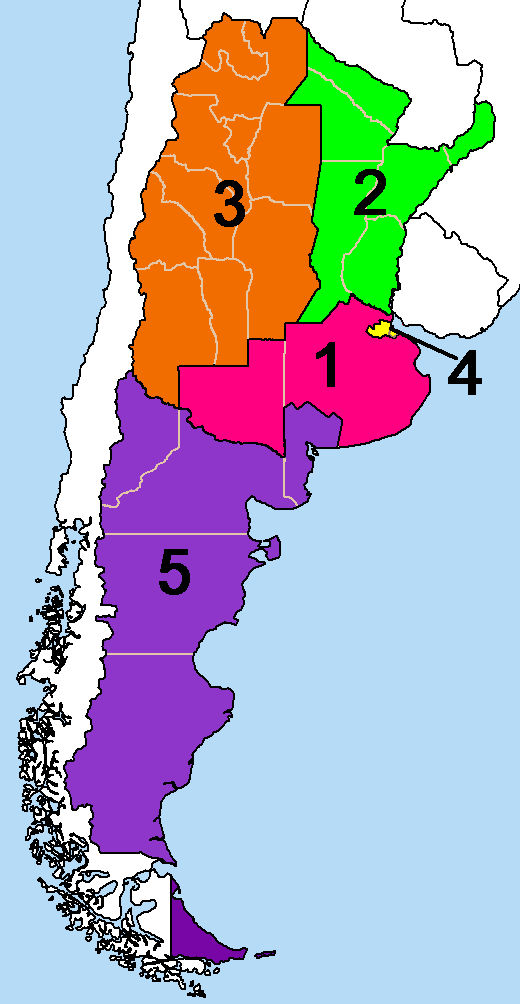
Mapa Argentyny. Strefy podziału militarnego z 1975–1983.

24 marca 1976 roku władzę w Argentynie przejęła dyktatura wojskowa generała Jorge Videli. Wojskowi przejęli rządy w następstwie zamachu stanu. Reżim zawiesił wszelką działalność polityczną. Wojskowi rozpoczęli terror wobec ludzi podejrzanych o nieprzychylne nastawienie wobec władz, dawnych peronistów oraz lewicowych grup zbrojnych, jak lewicowo-nacjonalistyczny Montoneros i trockistowska ERP. Normą stały się aresztowania, tortury i morderstwa. Podczas tzw. nocy ołówków porywano nastolatków, którzy stali się tzw. desaparecidos. Porażka wojskowego reżimu w wojnie o Falklandy-Malwiny zapoczątkowała proces przemian demokratycznych. Według oficjalnych źródeł rządowych w latach 1976–1982 zginęło blisko 13 tysięcy osób. Według organizacji humanitarnych liczba ofiar sięga 30 tysięcy ofiar. Zbrodnie junty są dziś określane w Argentynie mianem ludobójstwa.